# Головинский вал
Голо́винский вал — памятник инженерного искусства, земляная дамба, сооружённая в 1866 году по инициативе и при финансовой поддержке головы города Твери А. Ф. Головинского для защиты низменного Затьмачья от ежегодных весенних паводков.
Затьмачье, в силу своего низменного положения, каждый год, с наступлением весеннего половодья, подвергалось подтоплениям. От паводков гибли люди и скот, размывало пашни. В 1852 году канцелярия Тверского губернатора признала необходимость устройства земляного вала для защиты Затьмачья от наводнений. Стоимость строительства, согласно смете составляла 33 500 рублей. Архитектору Нефедьеву было предписано «…начать строительство вала вдоль северной, северо-восточной и северо-западной сторон Затьмацкой части от Старицкой заставы до Тьмацкого моста. Работы должны проводиться содержащимися в арестантской роте политическими преступниками и окончены в нынешнем году». Основные работы по возведению вала начались на деньги А. Ф. Головинского, пожертвовавшего 10 000 рублей. Строительство было начато 15 июня 1865 года и закончен перед паводком в 1866 году. На строительстве работали 295 арестантов, в основном, из числа участников польского восстания 1863 года.
Головинский вал проходил по левому берегу Тьмаки от Беляковского переулка до её устья, и далее по правому берегу Волги (современные Краснофлотская набережная, улица К. Маркса), заканчиваясь на берегу Тьмаки. Высота вала составляла от 1 до 7 м, длина — около 5 км.
Уже в 1867 году произошёл крупный паводок, однако вал устоял перед стихией:

Лёд срывал дёрн, оголял песок вала, вал разрушался и давал течь. Архитектор Нефёдов и полицмейстер Губченко руководили работами 70 рабочих по укреплению слабых мест. А вода между тем не убывала, как бы издевалась, она то опускалась, то поднималась на вершок или два. И работающие, и жители не видели конца борьбы. К ночи в субботу на Светлое Христово Воскресенье были приведены солдаты Капорского полка. Всю ночь солдаты простояли на валу, ожидая работы, здесь они и встретили светлый праздник… Когда отошла обедня, увидели, что вода убыла на несколько четвертей, к полудню вода упала ещё больше, вал был безопасен, Затьмачье спасено.
Тверской вице-губернатор князь Оболенский, выступил с речью: 

Алексей Федорович! По поручению г. начальника губернии князя П. Р. Багратиона и от имени всего населения Затьмачья, в особенности же от имени бедных и несчастных приношу вам сердечную, душевную благодарность. Они не забудут вашего благодеяния и передадут память о нем внукам своим. Признательность же народная назовёт благодетельный вал — валом Головинским.
В мае того же года на имя тверского губернатора П. Г. Багратиона поступило прошение от жителей Затьмачья «о присвоении названия земляному валу в Затьмацкой части г. Твери Головинского в честь городского головы, пожертвовавшего 10 000 рублей на его постройку».
В благодарность А. Ф. Головинскому, на средства горожан в 1867 году на валу была воздвигнута памятная гранитная колонна (Головинская колонна).